# 沧江海棠
沧江海棠（学名：Malus ombrophila）为蔷薇科苹果属的植物，为中国的特有植物。分布在中国大陆的云南、四川等地，生长于海拔2,000米至3,500米的地区，一般生于生山谷沟边杂木林中，目前已由人工引种栽培。